# Hippodrom Aşgabat

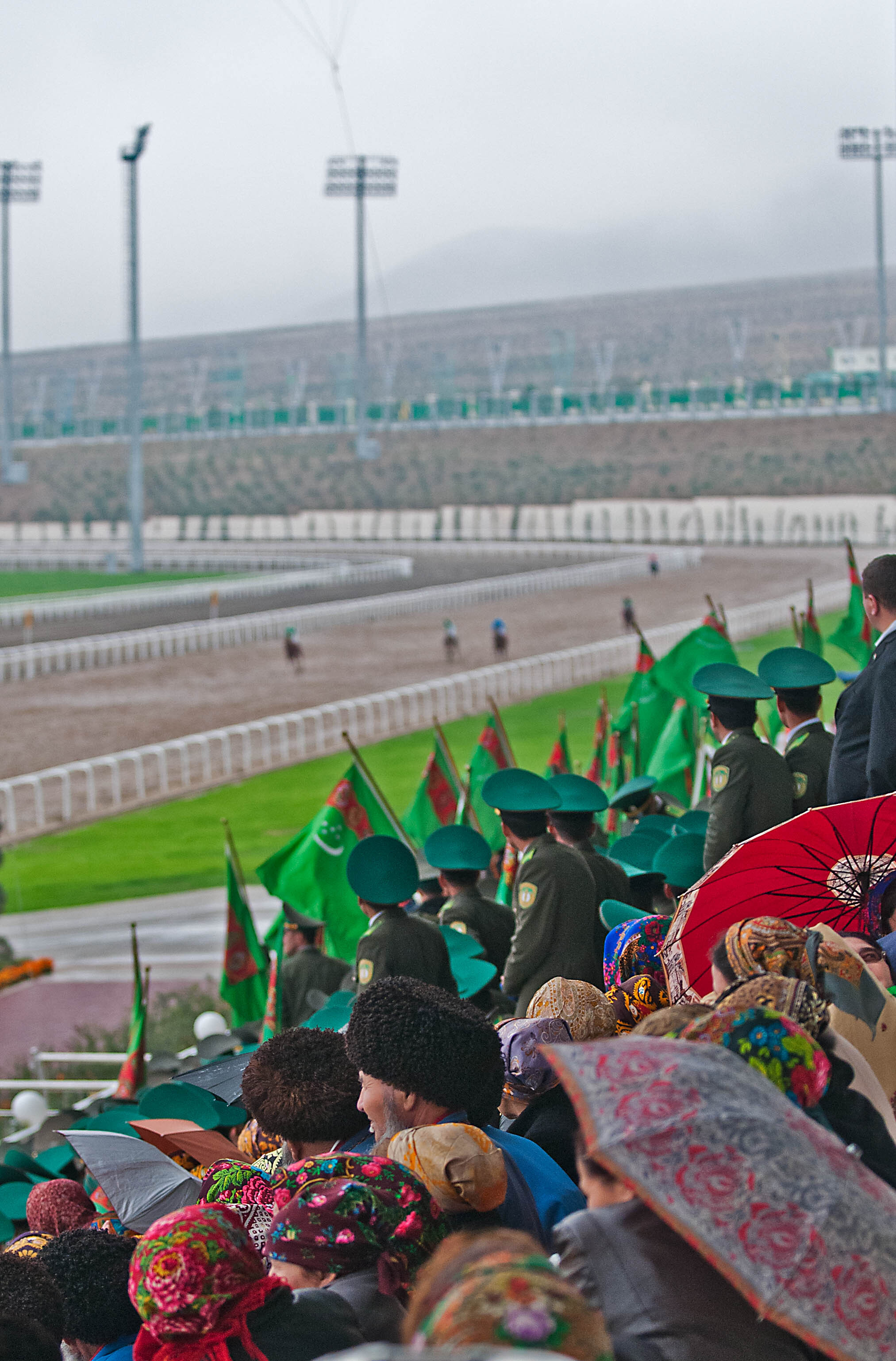
Blick in das Hippodrom

Das Hippodrom Aşgabat (englisch International Equestrian Sports Complex, turkmenisch: Halkara atçylyk sport toplumy) ist eine Pferderennbahn nahe der turkmenischen Hauptstadt Aşgabat. Das Hippodrom entspricht modernsten Standards und bietet Sitzplätze für 5000 Zuschauer.
Das Hippodrom in der Hauptstadt war der Auftakt einer Reihe von Bauvorhaben im Bereich Pferderennsport, die der Pflege der turkmenischen Pferdezucht-Tradition dienen sollen. In den folgenden Jahren entstanden vergleichbare Anlagen in Daşoguz und Mary.

## Gelände
Das Hippodrom wurde vom türkischen Unternehmen Etkin erbaut und im Jahr 2011 fertiggestellt. Auf dem Gelände befinden sich zehn Ställe, die insgesamt Platz für bis zu 400 Pferde bieten. Für die Rennen stehen eine Sandbahn mit einer Länge von 1800 Metern und eine Rasenbahn mit einer Länge von 2000 Metern zur Verfügung. Die Oberfläche der Sandrennbahn besteht aus einem speziellen Sand, der vom britischen Unternehmen Martin Collins Enterprise, das sich auf die Ausstattung von Pferderennbahnen spezialisiert hat, importiert wurde.

## Wettbewerbe
Das Hippodrom wurde vor allem für Wettbewerbe der Achal-Tekkiner, einer turkmenischen Pferderasse, die eine lange Tradition in der Kultur des Landes hat, angelegt. In dem Stadion können Sprungwettbewerbe und Pferderennen ausgetragen werden. An jedem Wochenende finden im Hippodrom Wettbewerbe statt, der Eintritt ist kostenfrei.

### Tag des turkmenischen Pferdes
Das Hippodrom von Aşgabat ist jedes Jahr am letzten Sonntag des Aprils Zentrum der Feierlichkeiten zum Tag des turkmenischen Pferdes. In Gegenwart des Staatspräsidenten finden an diesem Tag eine Vielzahl von Rennen statt, bei denen die besten Achal-Tekkiner prämiert werden. Die Feierlichkeiten werden begleitet von Kongressen und Tagungen zum Thema Pferdezucht.

### Asian Indoor & Martial Arts Games
Das Hippodrom Aşgabat war Teil der V.Asian Indoor & Martial Arts Games, die im September 2017 in Aşgabat ausgetragen wurden. Dabei war das Hippodrom eine von fünfzehn Sportstätten und beherbergte die Wettbewerbe im Reiten.

### Unabhängigkeitsfeier
Auch anlässlich des 25. Jahrestages der turkmenischen Unabhängigkeit im Jahr 2016 wurden Wettbewerbe im Hippodrom ausgetragen. Über sieben verschiedene Distanzen wurden die schnellsten Achal-Tekkiner gekürt.

## Belege
1. ↑  Polimeks – Equestrian Sports Complex and Hippodrome. Archiviert vom Original (nicht mehr online verfügbar) am 18. Januar 2018; abgerufen am 4. November 2018 (amerikanisches Englisch).  Info: Der Archivlink wurde automatisch eingesetzt und noch nicht geprüft. Bitte prüfe Original- und Archivlink gemäß Anleitung und entferne dann diesen Hinweis.
2. ↑  Ashgabat hippodrome and Ahal Teke horse complex. Archiviert vom Original (nicht mehr online verfügbar) am 5. November 2019; abgerufen am 4. November 2018 (englisch).  Info: Der Archivlink wurde automatisch eingesetzt und noch nicht geprüft. Bitte prüfe Original- und Archivlink gemäß Anleitung und entferne dann diesen Hinweis.
3. ↑  Celebraton of Turkmen Horse. Archiviert vom Original (nicht mehr online verfügbar) am 13. August 2020; abgerufen am 4. November 2018.  Info: Der Archivlink wurde automatisch eingesetzt und noch nicht geprüft. Bitte prüfe Original- und Archivlink gemäß Anleitung und entferne dann diesen Hinweis.
4. ↑  Equestrian sport complexes | Turkmenistan | Ashgabat 2017. Abgerufen am 4. November 2018.
5. ↑  There was horse racing in Akhal-Teke International Equestrian Sports Complex, dedicated to the 25th anniversary of independence. Archiviert vom Original (nicht mehr online verfügbar) am 4. November 2018; abgerufen am 4. November 2018 (britisches Englisch).  Info: Der Archivlink wurde automatisch eingesetzt und noch nicht geprüft. Bitte prüfe Original- und Archivlink gemäß Anleitung und entferne dann diesen Hinweis.

Koordinaten: 38° 2′ 43″ N, 58° 2′ 34″ O